# Édouard Cointreau
Pour les articles homonymes, voir Cointreau.
Fondateur des Prix Gourmand - Gourmand World Cookbook Awards en 1995, Édouard Cointreau, né dans la famille de la  liqueur Cointreau et des cognacs Frapin et Rémy Martin est le président de Gourmand International[Quoi ?].